# Эскадренные миноносцы типа 1936A
Эскадренные миноносцы типа 1936A — тип эскадренных миноносцев (нем. zerstorer), состоявший на вооружении Кригсмарине в годы Второй мировой войны. Названий не имели, но неофициально относились к типу «Нарвик».
Всего было построено 8 единиц данного типа. Все корабли построены верфью «Дешимаг» в Бремене. Продолжением серии стали 7 кораблей типа 1936A(Mob), заказанных по мобилизационной программе и отличавшихся упрощенной технологией постройки.

## Конструкция

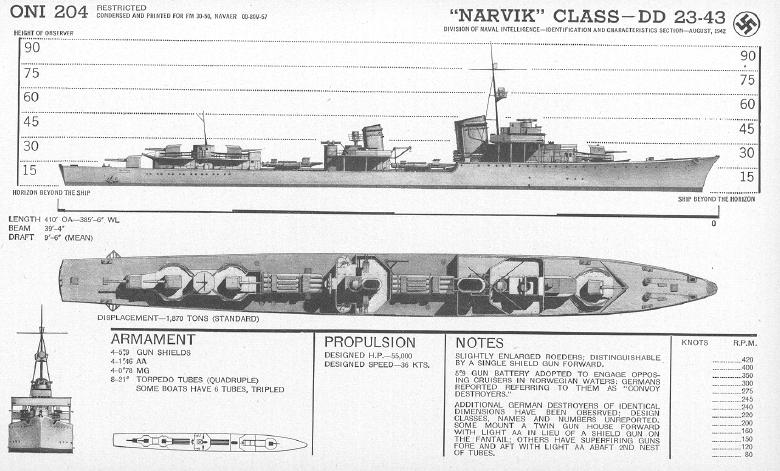
ТТХ и идентификационные параметры эсминцев типа 1936А («Нарвик»), изданные отделом Военно-Морской разведки Военно-морского министерства США

Эсминцы типа 1936A были развитием типа 1936 при существенном усилении огневой мощи. Прежние 127-мм орудия заменялись на 150-мм. Изначальным проектом предусматривалось размещение носовых орудий ГК в двухорудийной установке башенного типа. Состав энергетической установки и общее расположение повторяли прототип. Усовершенствованию подверглась форма корпуса — изначально предусмотренные проектом «атлантический» форштевень, бульб в носовой части. Маневренность существенно улучшилась за счёт применения двух рулей, расположенных в струях винтов. Из-за отставания в изготовлении башен ГК, корабли вступали в строй с 4 150-мм орудиями. Установка башен впоследствии привела к ухудшению мореходности кораблей. Z-28 достраивался как лидер и отличался линейно-возвышенным расположением пары носовых орудий ГК (благодаря чему оказался наиболее мореходным среди кораблей серии) и дополнительным жилым блоком на кормовой надстройке.
4 эсминца серии погибли в ходе Второй мировой войны (Z-24, Z-26, Z-27, Z-28). Ещё 1 был тяжело поврежден и исключен из списков флота до окончания войны (Z-23). Уцелевшие корабли были переданы по репарациям Великобритании и США и впоследствии затоплены в ходе учений.

## Список эсминцев типа
| Название | Дата закладки | Дата спуска на воду | Дата вступления в состав флота | Дата вывода из состава флота/гибели | Судьба                                                                                | Ссылки |
| -------- | ------------- | ------------------- | ------------------------------ | ----------------------------------- | ------------------------------------------------------------------------------------- | ------ |
| Z-23     | 15.11.1938    | 15.12.1939          | 14.9.1940                      | 20.8.1944                           | Поврежден 12.8.1944 брит, авиацией, исключен 20.8.1944                                |        |
| Z-24     | 2.1.1939      | 7.3.1940            | 23.10.1940                     | 24.8.1944                           | Потоплен 24.8.1944 брит, авиацией                                                     |        |
| Z-25     | 15.2.1939     | 16.3.1940           | 30.11.1940                     | 1945                                | Передан по репарациям Великобритании, в 1946 г. передан Франции («Hoche»)             |        |
| Z-26     | 1.4.1939      | 2.4.1940            | 11.1.1941                      | 29.3.1942                           | Погиб 29.3.1942 в бою с брит. КРЛ «Trinidad» и ЭМ «Eclipse»                           |        |
| Z-27     | 27.12.1939    | 1.8.1940            | 26.2.1941                      | 28.12.1943                          | Погиб 28.12.1943 в бою с брит. КРЛ «Glasgow» и «Enterprise»                           |        |
| Z-28     | 30.11.1939    | 20.8.1940           | 9.8.1941                       | 6.3.1945                            | Потоплен 6.3.1945 брит, авиацией                                                      |        |
| Z-29     | 21.3.1940     | 15.10.1940          | 9.7.1941                       | 1945                                | Получен по репарациям США, затоплен в 1946 г. в Скагерраке                            | ,      |
| Z-30     | 15.4.1940     | 8.12.1940           | 15.11.1941                     | 1945                                | Получен по репарациям Великобританией. Затонул во время испытаний взрывчатых веществ. |        |